# アレッサンドロ・フロレンツィ
アレッサンドロ・フロレンツィ（Alessandro Florenzi, 1991年3月11日 - ）は、イタリア・ローマ出身のサッカー選手。イタリア代表。ポジションはDF、MF。

## 経歴
ASローマのユースチームでキャリアをスタートさせ、2010年にトップチーム昇格した。2011年5月22日、UCサンプドリア戦でフランチェスコ・トッティとの交代途中出場でセリエAデビューを果たした。
2011年7月26日に、セリエBのFCクロトーネにレンタル移籍。ここで35試合に出場し11得点を記録し、セリエBの最優秀若手選手に選ばれた。
2012-13シーズンからはローマに復帰し、9月2日の第2節、インテル戦でセリエA初先発、初得点を記録。ローマにはイタリアのサッカー選手の最低賃金である年俸3万ユーロで復帰していたが、開幕からの活躍を受け10月3日にはローマと新たに4年契約を結んだ。
2016年10月26日、セリエA・サッスオーロ戦に出場するも、左膝前十字靱帯を断裂する怪我を負った。その怪我からの復帰を目指していた2017年2月に再び左膝十字靭帯断裂した。
2020年1月30日、バレンシアCFにレンタル移籍した。
2020年9月11日、パリ・サンジェルマンFCに買取オプション付きでレンタル移籍した。トーマス・トゥヘル監督の信頼を掴み、公式戦36試合に出場したものの、シーズン途中で就任したマウリシオ・ポチェッティーノ監督からは守備力の低さなどから評価は得られず、買取オプションは行使されなかった。
2021年8月21日、ACミランに買取オプション付きでレンタル移籍した。9月28日、UEFAチャンピオンズリーグのアトレティコ・マドリード戦に途中出場したが、この試合で左膝に負傷し、クラブから全治1ヶ月の負傷と発表された。
2022年7月1日、ACミランはフロレンツィをASローマから買取り、完全移籍したと発表した。契約期間は2025年6月30日まで。
2022年8月30日、セリエA第4節サッスオーロ戦にてシーズン初スタメンも、試合終了間際に左ハムストリングの大腿二頭筋に重傷を負い、9月8日に手術を受ける。復帰までに5カ月を要する事となる。2023年3月13日、セリエA第26節USサレルニターナ戦にて後半77分、アレクシス・サーレマーケルスと交代で途中出場し復帰を果たす。
2024年7月28日、プレシーズンで米国ツアーの初戦、ヤンキー・スタジアムにて行われたマンチェスター・シティFCとの親善試合にてスタメン出場、前半40分、アーリング・ハーランドと激しく接触した際に右膝を痛めると、トンマーゾ・ポベガと負傷交代。MRI検査による診断結果、半月板および、じん帯損傷。ミラノのガレアッツィ・サン・アンブロージョ病院にて右膝の前十字靭帯再建術と半月板修復術による関節鏡手術を受ける。復帰までに9カ月を要する事となる。2025年5月24日、セリエA第38節モンツァ戦にて後半86分、クリスチャン・プルシックと交代で途中出場し復帰を果たす。2025年6月30日、契約満了により退団。

## 代表歴
イタリア代表として各年代でプレーしている。
2012年11月11日にチェーザレ・プランデッリによりフランスとの親善試合に向けたイタリア代表メンバーに選出されA代表初招集を受けると、14日のフランス戦で代表デビュー。
2013年10月15日のワールドカップ予選、アルメニア戦で代表初得点を挙げた。
2016年ユーロ大会に向けたイタリア代表に選出された。2021年、UEFA EURO 2020のメンバーに選ばれ、グループステージ初戦に出場したが負傷、その後は負傷の影響で出場出来なかったが、決勝のイングランド戦で復帰して出場、優勝を果たした

## エピソード
2014年9月21日に行われたカリアリ・カルチョ戦で、追加点を決めた際にスタンドまで駆け上がり祖母と抱擁を交わした。直後にこの行為でイエローカードを受けたが、ローマ監督のリュディ・ガルシアや、イタリア代表監督のアントニオ・コンテから称賛された。2015-16シーズンのUEFAチャンピオンズリーググループリーグ第1節FCバルセロナ戦に55.49mの位置からロングシュートを決め、話題になった。

## 個人成績

### 2025年5月25日現在
| クラブ            | シーズン     | 国内リーグ | 国内リーグ | 国内カップ | 国内カップ | 欧州カップ | 欧州カップ | その他 | その他 | 通算 | 通算 |
| クラブ            | シーズン     | 出場       | 得点       | 出場       | 得点       | 出場       | 得点       | 出場   | 得点   | 出場 | 得点 |
| ----------------- | ------------ | ---------- | ---------- | ---------- | ---------- | ---------- | ---------- | ------ | ------ | ---- | ---- |
| ローマ            | 2010–11      | 1          | 0          | 0          | 0          | 0          | 0          | 0      | 0      | 1    | 0    |
| ローマ            | 2012–13      | 36         | 3          | 3          | 1          | —          | —          | —      | —      | 39   | 4    |
| ローマ            | 2013–14      | 37         | 6          | 4          | 0          | —          | —          | —      | —      | 41   | 6    |
| ローマ            | 2014–15      | 35         | 5          | 1          | 0          | 9          | 0          | —      | —      | 45   | 5    |
| ローマ            | 2015–16      | 33         | 7          | 1          | 0          | 8          | 1          | —      | —      | 42   | 8    |
| ローマ            | 2016–17      | 9          | 0          | 0          | 0          | 4          | 1          | —      | —      | 13   | 1    |
| ローマ            | 2017–18      | 32         | 1          | 0          | 0          | 10         | 0          | —      | —      | 42   | 1    |
| ローマ            | 2018–19      | 25         | 3          | 1          | 0          | 7          | 0          | —      | —      | 33   | 3    |
| ローマ            | 2019–20      | 14         | 0          | 2          | 0          | 2          | 0          | —      | —      | 18   | 0    |
| ローマ            | 通算         | 222        | 25         | 12         | 1          | 40         | 2          | —      | —      | 274  | 28   |
| クロトーネ (Loan) | 2011–12      | 35         | 11         | 1          | 0          | —          | —          | —      | —      | 36   | 11   |
| バレンシア (Loan) | 2019-20      | 12         | 0          | 1          | 0          | 1          | 0          | —      | —      | 14   | 0    |
| PSG (Loan)        | 2020-21      | 21         | 2          | 5          | 0          | 10         | 0          | —      | —      | 36   | 2    |
| ミラン (Loan)     | 2021-22      | 24         | 2          | 2          | 0          | 4          | 0          | —      | —      | 30   | 2    |
| ミラン            | 2022-23      | 6          | 0          | 0          | 0          | 0          | 0          | —      | —      | 6    | 0    |
| ミラン            | 2023-24      | 31         | 1          | 1          | 0          | 8          | 0          | —      | —      | 40   | 1    |
| ミラン            | 2024-25      | 1          | 0          | 0          | 0          | 0          | 0          | —      | —      | 1    | 0    |
| ミラン            | 通算         | 62         | 3          | 3          | 0          | 12         | 0          | —      | —      | 77   | 3    |
| キャリア通算      | キャリア通算 | 352        | 41         | 22         | 1          | 63         | 2          | —      | —      | 437  | 44   |

### 代表歴
| イタリア代表 | 国際Aマッチ | 国際Aマッチ |
| 年           | 出場        | 得点        |
| ------------ | ----------- | ----------- |
| 2012         | 1           | 0           |
| 2013         | 3           | 1           |
| 2014         | 3           | 0           |
| 2015         | 6           | 1           |
| 2016         | 11          | 0           |
| 2017         | 1           | 0           |
| 2018         | 6           | 0           |
| 2019         | 4           | 0           |
| 2020         | 5           | 0           |
| 2021         | 6           | 0           |
| 2022         | 3           | 0           |
| 通算         | 49          | 2           |

## タイトル

### 代表
イタリア代表
- UEFA欧州選手権：2021

### クラブ
ACミラン
- セリエA : 2021-22